# Ляхово (Кубинка)
Ляхово (рос. Ляхово) — село в Одинцовському районі Московської області Російської Федерації.

## Розташування
Село Ляхово входить до складу міського поселення Кубинка, воно розташоване поруч із Мінським шосе. Найближчі населені пункти, Кримське, Труфановка, Болтино, Капань.

## Населення
Станом на 2006 рік у селі проживала 41 особа.